# ジュラ紀
| 累代        | 代     | 紀       | 世           | 期                     | 基底年代 Mya |
| ----------- | ------ | -------- | ------------ | ---------------------- | ------------ |
| 顕生代      | 新生代 | 新生代   | 新生代       |                        | 66           |
| 顕生代      | 中生代 | 白亜紀   | 後期白亜紀   | マーストリヒチアン     | 72.1         |
| 顕生代      | 中生代 | 白亜紀   | 後期白亜紀   | カンパニアン           | 83.6         |
| 顕生代      | 中生代 | 白亜紀   | 後期白亜紀   | サントニアン           | 86.3         |
| 顕生代      | 中生代 | 白亜紀   | 後期白亜紀   | コニアシアン           | 89.8         |
| 顕生代      | 中生代 | 白亜紀   | 後期白亜紀   | チューロニアン         | 93.9         |
| 顕生代      | 中生代 | 白亜紀   | 後期白亜紀   | セノマニアン           | 100.5        |
| 顕生代      | 中生代 | 白亜紀   | 前期白亜紀   | アルビアン             | 113          |
| 顕生代      | 中生代 | 白亜紀   | 前期白亜紀   | アプチアン             | 125          |
| 顕生代      | 中生代 | 白亜紀   | 前期白亜紀   | バレミアン             | 129.4        |
| 顕生代      | 中生代 | 白亜紀   | 前期白亜紀   | オーテリビアン         | 132.9        |
| 顕生代      | 中生代 | 白亜紀   | 前期白亜紀   | バランギニアン         | 139.8        |
| 顕生代      | 中生代 | 白亜紀   | 前期白亜紀   | ベリアシアン           | 145          |
| 顕生代      | 中生代 | ジュラ紀 | 後期ジュラ紀 | チトニアン             | 152.1        |
| 顕生代      | 中生代 | ジュラ紀 | 後期ジュラ紀 | キンメリッジアン       | 157.3        |
| 顕生代      | 中生代 | ジュラ紀 | 後期ジュラ紀 | オックスフォーディアン | 163.5        |
| 顕生代      | 中生代 | ジュラ紀 | 中期ジュラ紀 | カロビアン             | 166.1        |
| 顕生代      | 中生代 | ジュラ紀 | 中期ジュラ紀 | バトニアン             | 168.3        |
| 顕生代      | 中生代 | ジュラ紀 | 中期ジュラ紀 | バッジョシアン         | 170.3        |
| 顕生代      | 中生代 | ジュラ紀 | 中期ジュラ紀 | アーレニアン           | 174.1        |
| 顕生代      | 中生代 | ジュラ紀 | 前期ジュラ紀 | トアルシアン           | 182.7        |
| 顕生代      | 中生代 | ジュラ紀 | 前期ジュラ紀 | プリンスバッキアン     | 190.8        |
| 顕生代      | 中生代 | ジュラ紀 | 前期ジュラ紀 | シネムーリアン         | 199.3        |
| 顕生代      | 中生代 | ジュラ紀 | 前期ジュラ紀 | ヘッタンギアン         | 201.3        |
| 顕生代      | 中生代 | 三畳紀   | 後期三畳紀   | レーティアン           | 208.5        |
| 顕生代      | 中生代 | 三畳紀   | 後期三畳紀   | ノーリアン             | 227          |
| 顕生代      | 中生代 | 三畳紀   | 後期三畳紀   | カーニアン             | 237          |
| 顕生代      | 中生代 | 三畳紀   | 中期三畳紀   | ラディニアン           | 242          |
| 顕生代      | 中生代 | 三畳紀   | 中期三畳紀   | アニシアン             | 247.2        |
| 顕生代      | 中生代 | 三畳紀   | 前期三畳紀   | オレネキアン           | 251.2        |
| 顕生代      | 中生代 | 三畳紀   | 前期三畳紀   | インドゥアン           | 251.902      |
| 顕生代      | 古生代 | 古生代   | 古生代       |                        | 541          |
| 原生代      | 原生代 | 原生代   | 原生代       |                        | 2500         |
| 太古代      | 太古代 | 太古代   | 太古代       |                        | 4000         |
| 冥王代      | 冥王代 | 冥王代   | 冥王代       |                        | 4600         |
| 1. 2. 3. 4. |        |          |              |                        |              |

ジュラ紀（ジュラき、侏羅紀、英：Jurassic period）は、約2億130万年前から約1億4550万年前までにあたる中生代の中心時代となる地質時代の一つ。後期、中期、前期の2つの世に区分される。恐竜の時代ともいえる。

## 名前
ジュラ紀の名前は、フランス東部からスイス西部に広がるジュラ山脈において広範囲に分布する石灰岩層にちなみ、1829年にアレクサンドル・ブロンニャールにより提唱された。その後、1962年と1967年に開かれた国際ジュラ系層序小委員会により、11の階（期）の区分が確立された（時代区分参照）。
漢字表記の「侏羅紀」は、現代の日本ではほとんど使われていないが、中国語では正式名称として使われている。

## 時代区分
ジュラ系の基底は、最初のアンモナイトが出現する層準によって定められている。ジュラ系の模式境界をどこに置くかは長年論じられてきたが、2010年のIUGS実行委員会において、オーストリアのクーヨッホ (Kuhjoch) GSSP とすることが決定された。

## 気候と生物
ジュラ紀の開始は三畳紀末の大量絶滅から始まった。絶滅は地上と海洋の両方でおき、地上の方が数百万年早かったと言われている。海洋生物の20%と恐竜・翼竜・ワニ以外の祖竜（主竜類）、大型獣弓類が衰退し（最近日本で白亜紀の地層からトリティロドン類が見つかっているが、これも小型種だった）、最後の巨大な両生類もこのときにほぼ姿を消した（例外はクーラスクス）。この原因として隕石衝突など様々な説が提唱されているが、現在は中央大西洋マグマ分布域における火山活動との関連が有力視されている。
三畳紀末期の絶滅を生き残った恐竜が栄えた。三畳紀から相次いだ火山活動の結果、大気中の二酸化炭素濃度は高く、ジュラ紀は現在よりも暖かく、降水量も多く、湿度も高かった。そのため動物、植物はともに種類が増え、大型化していった。植物ではイチョウ、ソテツなどの裸子植物が大きく繁栄し、それまで植物が無かった内陸部まで生育範囲を広げていった。またジュラ紀の後半には被子植物も現れた。海洋ではアンモナイトや、プランクトンが繁栄し、地上では恐竜が多種多様な進化を遂げた。小型の恐竜の一部が鳥類に至る進化を果たし、始祖鳥が現れたのもこの時代である。三畳紀に登場した哺乳類（哺乳形類や、その母体であるキノドン類の生き残り含む）は、小動物としてのニッチを確立していた。例として彼らが掘り上げた巣穴が見つかっている。
ジュラ紀にもっとも進化した生命は海洋での魚類と、海洋で暮らす爬虫類（魚竜、首長竜など）である。また無脊椎動物にはいくつかの新しいグループが現れた。

## 古地形とテクトニクス
前期ジュラ紀を通じてパンゲア大陸が、北のローラシア大陸と南のゴンドワナ大陸に分裂した。とはいえ、両者の距離は近く、隔絶は未だ完全ではなかった。温暖であったため海水準が高く、ローラシアはしばしば浅海により東西の陸塊に分かれていた。ジュラ紀の北大西洋は現在に比べて狭く、南大西洋はゴンドワナ大陸の分裂が始まる白亜紀まで開かなかった。テチス海は閉じ、新テチス海盆を形成した。大規模な火山活動がみられ、太平洋海底のシャツキー海台はその一つであり、ジュラ紀後期から次の白亜紀前期にかけて形成された。
気候は温暖であり、氷河があった痕跡は認められない。三畳紀と同様に、極付近に陸地はなく氷冠の成長もなかった。
ジュラ紀の地質学的記録は、西ヨーロッパでよく保存されており、有名なジュラシック・コーストや、上部ジュラ系のゾルンホーフェン石灰岩層を含む熱帯の浅海における堆積過程が観察できる。それとは対照的に、北アメリカでは中生界ジュラ系はほとんど分布せず、露頭も極めて少ない。

## その他
SF小説およびそれをもとにした映画である『ジュラシック・パーク』の名は、このジュラ紀によるものであり、直訳すれば『ジュラ紀公園』となる。この映画の中国語のタイトル『侏羅紀公園』も直訳が使われている。しかし、実際にはそこに登場する恐竜はほとんどはジュラ紀より新しい白亜紀のものである。